# Алберт Саломон Анселм фон Ротшилд
Алберт Саломон Анселм Фрајхер фон Ротшилд (29. октобар 1844 – 11. фебруар 1911) био је банкар у Аустроугарској и члан аустријске банкарске породице Ротшилд. Послови које је поседовао укључивали су Кредитаншталт и Северну железницу.

## Лични живот
Рођен у Бечу, био је најмлађи син Анселма фон Ротшилда (1803–1874) и Шарлоте фон Ротшилд (1807–1859). У породици познат као Салберт, школовао се у Бечу и Брну.
Након очеве смрти 1874. године, браћа Натанијел и Фердинанд наследили су већину некретнина и уметничке колекције својих родитеља. Међутим, породични посао је прешао на Алберта укључујући банку С.М. фон Ротшилд, највеће појединачно учешће у Кредитаншталту, и деонице у Северној железници. После две генерације у Аустрији, комуникација између његове породице и Ротшилда у Енглеској се знатно смањила, али је Алберт мудро успоставио редовну размену виталних информација о актуелним економским питањима и политици у њиховим земљама.
Године 1876, Алберт фон Ротшилд се оженио својом другом рођаком бароницом Бетином Каролин де Ротшилд (1858–1892) из Париза, ћерком Алфонса Џејмса де Ротшилда. Имали су седморо деце. Њихов прворођени син био је Георг фон Ротшилд (22. март 1877 - 10. јануар 1934), који се никада није женио и који је умро у приватној душевној болници. Најмлађи син, Оскар фон Ротшилд (1888–1909), се такође никада није женио и са 21 годином је извршио самоубиство. 
Алберт вон Ротшилд је поседовао неколико великих имања, укључујући Палату Алберта Ротшилда у Принц-Еуген-Штрасе број 20-22, у четвртом бецирку (бечком округу) Видену. Палату је пројектовао француски архитекта Габријел-Иполит Дестаије, а градња је трајала од 1876. до 1882. године.
У децембру 1887. Алберт и његова жена добили су право да буду представљени на суду, што је први пут да је таква привилегија додељена Јеврејима у Аустрији. Алберт је наставио да се бави уметношћу и филантропским пројектима. Био је покровитељ шаха и финансијер бечких турнира 1873, 1882, 1898, 1903. и 1908. године. Био је и председник Бечког шаховског савеза 1872-1883 и успешан аматерски играч. Посебно се интересовао за институције које су пружале помоћ јеврејским уметницима и музичарима. Након смрти његове жене 1892. године у доби од тридесет четири године, у њено сећање, Алберт је у Бечу саградио Бетина Фрауеншпитал (болница за жене). Цвет Бетина Ротшилд бегонија је добила име по њој. Аустријски астроном Јохан Палиса назвао је велики астероид из главног појаса који је открио 1885. године 250 Бетина у њену част као добротвора Бечке опсерваторије.
Алберт је одликован Гвозденим крстом за заслуге 1893. за улогу у аустроугарској монетарној реформи.
Када је његов неожењени и бездетни брат Натанијел умро 1905. године, Алберт је наследио Палату Натанијел Ротшилд у улици Терезијанумгасе број 14-16 у Бечу заједно са великом збирком уметничких дела.
Алберт Саломон фон Ротшилд је умро у Бечу 11. фебруара 1911. и сахрањен је поред своје супруге и њихове шестогодишње ћерке Шарлоте у  Средишњем бечком гробљу. Као признање за дугогодишњу финансијску подршку Алберта фон Ротшилда, астроном Јохан Палиса је назвао астероид 719 Алберт Амор њему у част.